# Pedrinho Gaúcho
Pedrinho Gaúcho, właśc. Pedro Antônio Simeão (ur. 4 sierpnia 1953 w Lajeado, zm. 19 czerwca 2019 w Porto Alegre) – brazylijski piłkarz, występujący na pozycji prawego pomocnika.

## Kariera klubowa
W karierę piłkarską Pedrinho rozpoczął w klubie SC Internacional w 1972. Z Internacionalem dwukrotnie zdobył mistrzostwo Brazylii w 1975 i 1976 oraz czterokrotnie mistrzostwo stanu Rio Grande do Sul – Campeonato Gaúcho w 1973, 1974, 1975, 1976. W Internacionalu 20 lutego 1974 w wygranym 1-0 meczu z Cruzeiro EC Pedrinho zadebiutował w lidze brazylijskiej. W 1978 występował w Américe São José do Rio Preto.
W latach 1979–1981 występował w Clube Atlético Mineiro. Z Atlético Mineiro trzykrotnie zdobył mistrzostwo stanu Minas Gerais – Campeonato Mineiro w 1979, 1980, 1981. W latach 1981–1984 występował w Bangu AC, CR Vasco da Gama i Coritibie. W latach 1984–1985 był ponownie zawodnikiem Bangu. W barwach Bangu 21 kwietnia 1985 w wygranym 1-0 meczu derbowym z Leônico Salvador Pedrinho po raz ostatni wystąpił w lidze brazylijskiej. Ogółem w I lidze wystąpił w 102 meczach i strzelił 23 bramki. Ogółem w barwach Bangu wystąpił w 42 meczach i 5 bramek.

## Kariera reprezentacyjna
W 1972 roku Pedrinho uczestniczył w Igrzyskach Olimpijskich w Monachium. Na turnieju Pedrinho wystąpił w dwóch meczach grupowych reprezentacji Brazylii z Danią i Węgrami.